# 弗萊明頓 (喬治亞州)
弗萊明頓（英語：Flemington）是一個位於美國喬治亞州利柏提縣的城市。

## 地理
弗萊明頓的座標為31°51′23″N 81°33′40″W / 31.85639°N 81.56111°W，而該地的平均海拔高度為6米（即20英尺）。

## 人口
根據2010年美國人口普查的數據，弗萊明頓的面積為12.20平方千米，當中陸地面積為12.20平方千米，而水域面積為0.00平方千米。當地共有人口743人，而人口密度為每平方千米60.9人。